# Ralph Lake
Ralph Lake är en sjö i Kanada.   Den ligger i provinsen British Columbia, i den sydvästra delen av landet, 3 700 km väster om huvudstaden Ottawa. Ralph Lake ligger 986 meter över havet. Arean är 0,11 kvadratkilometer. Den sträcker sig 0,6 kilometer i nord-sydlig riktning, och 0,6 kilometer i öst-västlig riktning.
I omgivningarna runt Ralph Lake växer i huvudsak barrskog. Runt Ralph Lake är det mycket glesbefolkat, med 5 invånare per kvadratkilometer.